# Lemma (ordform)
Lemma är i lingvistiska sammanhang grundformen (uppslagsformen) av ett ord i en ordbok. Vanligtvis används den minst böjda formen av ett ord, till exempel infinitivformen av verb (gå istället för gick) och obestämd form singularis av substantiv (fot istället för fötter). För två ord som har samma stavning men olika betydelser (se homograf och homonym) används två olika lemman, till exempel loge i betydelsen avskilt rum på teater och loge i betydelsen övervåning i lada.
Termen lemma används också inom korpuslingvistiken. Materialet i en korpus kan presenteras antingen på ordformsnivå eller på lemmanivå. Det kan gälla en konkordans eller en frekvensordbok. En presentation på lemmanivå förutsätter att materialet har lemmatiserats, att alltså varje ordform har återförts på sitt lemma. Begreppet lemma i detta sammanhang behöver inte helt sammanfalla med det ovan definierade ordbokslemmat.